# Relations internationales
Pour la revue scientifique, voir Relations internationales (revue).

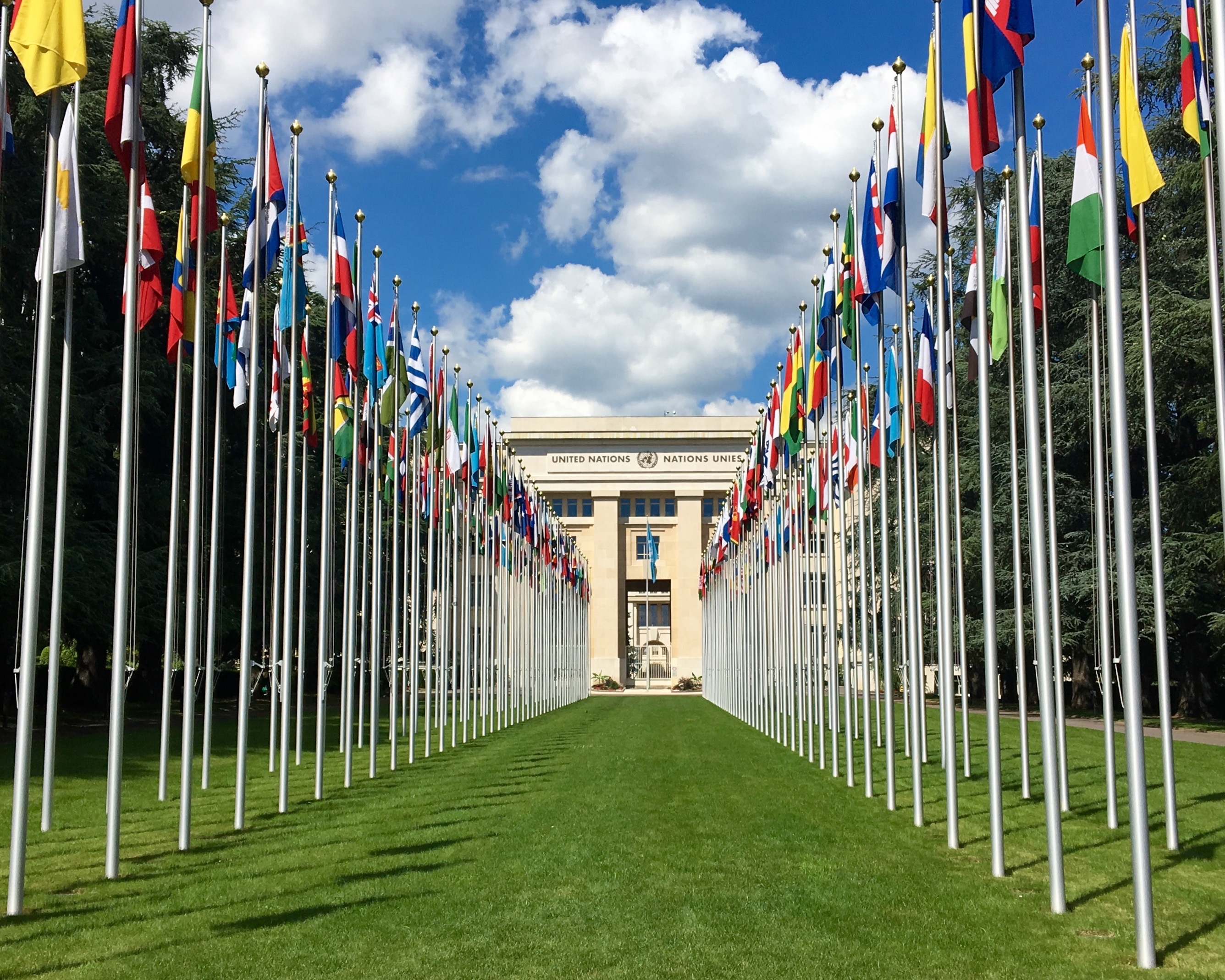
Le siège des Nations unies vues à partir des grilles de la Place des Nations, à Genève. Au fond, on aperçoit l'aile de l'immeuble qui abrite l'institut de recherche des Nations unies pour le développement social.

Les relations internationales, aussi appelées études internationales, désigne les relations et interactions existantes entre les pays et les États. Les sujets principaux d'études y sont le droit international, la politique internationale, l'économie internationale, et l'histoire des relations internationales. Sous ces vocables, sont en général désignés par l'étude des affaires étrangères et des grandes questions du système international : rôle des États, des organisations internationales, des organisations non gouvernementales (ONG) ainsi que des entreprises multinationales.
Les relations internationales appartiennent à la fois au domaine académique et au domaine politique. Elles peuvent être étudiées soit dans une optique positiviste soit dans une optique normative. Les deux cherchent aussi bien à analyser qu'à formuler les politiques internationales des pays.
Si les relations internationales appartiennent historiquement au domaine de la science politique, l'accent est de plus en plus mis sur le domaine économique à travers l'économie politique internationale qui s'est beaucoup développée depuis les années 1970. D'autres champs académiques sont également concernés : le droit international, la philosophie, la géographie (à travers notamment la géopolitique), la sociologie, l'anthropologie, l'étude des cultures, la science politique.
Concernant plus spécifiquement les sujets étudiés, il est possible de citer : la mondialisation, l'État, l'écologie et le développement durable, la prolifération nucléaire, le nationalisme, le développement économique, la finance internationale, les droits de l'homme, etc.
Les relations internationales ont pour objectif la compréhension des différents cadres conceptuels qui entrent en jeu dans l'analyse de la mondialisation. Selon J.-F. Guilhaudis, « le terme « international » est apparu à la fin du XVIIIe siècle chez le philosophe anglais Jeremy Bentham. Mais le phénomène des relations internationales, c'est-à-dire des relations entre communautés politiques indépendantes est étudié depuis beaucoup plus longtemps. On remonte généralement à l'antiquité grecque, à Thucydide ». Dans son ouvrage, Bentham s'interroge sur les relations entre les États, à un moment clé où la nation prend le pas sur le monarque. Ce thème comprend grand nombre d'institutions internationales comme l'ONU, le FMI, l'OMC, la Banque mondiale. Il est important de comprendre les fonctions qu'elles assument en matière de sécurité internationale, de développement économique et social, des droits de l'homme ou encore de l'humanitaire. En parlant de relations internationales, il est important de parler de nations et de nationalisme. En effet, l'objectif premier est de comprendre la problématique de l'État-nation et de l'idéologie nationaliste en étudiant les principales étapes historiques de leur émergence et les théories qui ont été développées pour analyser ce phénomène. Traditionnellement, les relations internationales sont un ensemble de liens, de rapports et de contacts qui s'établissent entre les États et relèvent de la politique étrangère de ces États. Cette définition étroite part de l'idée que les relations internationales sont les relations inter-étatiques. Aujourd'hui, une vision plus large tient compte du fait que de nombreux processus échappent au contrôle des gouvernements.

## Mise en perspective historique

### Histoire
Il convient de faire la distinction entre l'apparition du terme « relations internationales », le début bien plus ancien de la pratique et l'étude des relations internationales (élaboration de doctrines, de théories et d'outils), et le champ habituellement couvert par la discipline contemporaine consacrée à l'étude de l'histoire des relations internationales. En général, la coutume fait débuter l'histoire des relations internationales aux traités de Westphalie de 1648, au moment où le système d'États au sens moderne du terme s'est affirmé. Le terme anglais « nation » signifie en effet « État », et international doit être entendu comme signifiant inter-étatique, terme souvent utilisé. Antérieurement, l'organisation politique de l'Europe médiévale reposait sur un ordre religieux hiérarchisé. Les traités de Westphalie ont institué le concept légal de souveraineté, c'est-à-dire que les législateurs nationaux sont l'ultime autorité à l'intérieur du territoire national où ils n’ont pas d'égaux parmi leurs concitoyens et pas de supérieurs à l'extérieur. Si dans la Grèce antique ou à Rome, l'autorité des cités était proche de celle du système de Westphalie, elles ne connaissaient pas la notion de souveraineté. Cela étant, la disciple consacrée plus largement à l'histoire de la diplomatie couvre toutes les régions du monde et toutes les périodes historiques qui ont connu des relations diplomatiques.
Les traités de Westphalie ont poussé à la constitution d'États-nations indépendants, à l'institutionnalisation de la diplomatie et des armées. Ce système européen a été exporté vers l'Amérique, l'Afrique et l'Asie à travers notamment la colonisation. Le système actuel résulte des décolonisations durant la guerre froide. Si l'État-nation est considéré comme « moderne » plusieurs États ne l'ont pas encore adopté tandis que d'autres qui ont été au-delà peuvent être qualifiés de « post-modernes ». La capacité des Relations internationales modernes à expliquer les relations entre ces différents types d'États est en question. Les « niveaux d'analyse » constituent une façon d'aborder le système international et incluent : un niveau individuel, l'État ; un niveau international, celui des affaires transnationales et intergouvernementales et un niveau mondial ou global.
Ce qui est explicitement reconnu comme la théorie des relations internationales ne s'est pas développé avant la Première Guerre mondiale comme nous le verrons plus loin. Toutefois, la théorie des relations internationales s'est longtemps nourrie des apports d'autres disciplines. De nombreux auteurs citent l'histoire des guerres du Péloponnèse de Thucydide comme étant le point de départ de la théorie réaliste qui s'est poursuivie avec le livre le Léviathan de Hobbes et Le Prince de Machiavel. De façon similaire, la théorie libérale des relations internationales a été influencée par Emmanuel Kant et Jean-Jacques Rousseau. Bien que la notion actuelle des droits de l'homme soit considérablement différente de ce qui était envisagé par les tenants de la loi naturelle, Francisco de Vitoria, Hugo Grotius et John Locke témoignent des premiers efforts entrepris pour affirmer certains droits généraux sur la base d'une humanité commune. Par ailleurs, au XXe siècle, le marxisme a eu une certaine influence sur la fondation de la discipline des Relations Internationales.
Le besoin de développer une étude scientifique de la politique internationale est apparu comme évidente au lendemain de la Première Guerre mondiale pour comprendre les causes d'un conflit tellement dévastateur. Une série d'institutions sont mises en place suivant les préceptes d'une nouvelle morale internationale dont l'exemple est incarné par le discours des « 14 points » du président Woodrow Wilson (8 janvier 1918) :
1. développement du droit international pour favoriser la résolution pacifique des différends ;
2. mise en place d'organisations internationales[3] ;
3. construction d'une nouvelle moralité internationale en faveur de la paix ;
4. promotion de la démocratie et du libre-échange[4].

En dépit du volontarisme de leurs promoteurs, ces institutions n'ont pas réellement fonctionné. La Société des Nations, en particulier, est handicapée par le refus du Congrès américain à l'adhésion des États-Unis ; le Pacte Briand-Kellogg, bannissant l'emploi de la force dans les relations internationales, est trop ambitieux. L'échec de la SDN a été consommé par l'invasion de l'Éthiopie par l'Italie de Mussolini. En somme, le système de sécurité collective mis en place par la SDN était condamné à échouer: les États étaient obligés d'accepter certaines règles dans la conduite de leur politique étrangère ; mais ces règles très contraignantes ignoraient les situations où la rationalité même pouvait pousser les États à violer le statu quo : la Seconde Guerre mondiale qui éclate en 1939 est la preuve empirique de l'échec de l'idéalisme wilsonien.
Le réalisme (aujourd'hui, réalisme « classique ») apparaît au lendemain de la Seconde Guerre mondiale. Plus qu'un corpus cohérent, il s'agit d'une approche qui considère que la séparation entre la politique et l'éthique (ou la morale) est indispensable à la compréhension des phénomènes internationaux. Mais les auteurs qui représentent ce courant (Carr, Morgenthau) ont en commun le rejet de l'idéalisme, qui a été incapable d'anticiper et d'expliquer la répétition des conflits mondiaux.

### Études des relations internationales
Initialement, les Relations internationales vues comme un champ d'études distincts ont été une spécificité britannique. En 1919, la première chaire intitulée chaire Woodrow Wilson, de Relations internationales a été créé à l'université d'Aberystwyth grâce à un don de David Davies. Elle fut confiée à Sir Alfred Zimmern. Au début des années 1920 une chaire fut également créée à la London School of Economics à la demande du prix Nobel Noël-Baker. La première université consacrée entièrement aux Relations internationales fut l'Institut de hautes études internationales fondé en 1927 à Genève par William Rappard. Il avait pour but de former les diplomates associés à la Société des Nations et fut un des premiers à délivrer des doctorats en relations internationales.
La Edmund A. Walsh School of Foreign Service de l'université de Georgetown est la plus ancienne faculté dédiée aux Relations internationales des États-Unis. Le Committee on International Relations de l'université de Chicago fut en 1928 la première à délivrer des diplômes universitaire dans ce domaine. Parmi les autres écoles nous pouvons citer : la School of International Service de l'American University, la School of International and Public Affairs de l'université Columbia, le Department of War Studies du King's College de Londres, la Paul H. Nitze School of Advanced International Studies de l'université Johns-Hopkins, la School of International Relations de l'université de St Andrews, l'Elliott School of International Affairs de l'université George Washington, la Fletcher School de l'université Tufts, et la Woodrow Wilson School of Public and International Affairs de l'université de Princeton.
Rare femme dans un domaine « réservé » aux hommes, Zara Steiner publie en 1982 le Times Survey of Foreign Ministries of the World, « une entreprise savante majeure, impliquant des dizaines d'historiens ». Ses deux volumes massifs (plus de 2 000 pages) et magistraux, The Lights That Failed (2005) et The Triumph of the Dark (2011), dans le cadre de l'Oxford History of Modern Europe, témoignages de la minutie et de l'érudition de leur auteur et qui ont nécessité plus de 30 ans de recherches et d'écriture, restent des ouvrages de référence,.

## Angle du politique

### Théories

#### Libéralisme
Pour les libéraux, les relations internationales sont perçues comme un facteur de progrès et de changement. Au niveau international comme au niveau national, les libéraux mettent l’accent sur la notion de contre-pouvoir. Ils insistent sur le rôle de l’opinion publique, du droit et des institutions internationales qui viennent limiter le pouvoir des États, et promeuvent un espace public mondial. De nos jours, il doit faire face aux forces du capitalisme mondial qui sapent l’apparente « victoire » de la démocratie libérale à la fin de la guerre froide. Parmi les grands auteurs libéraux actuels, Joseph Nye insiste sur la notion de soft power développée avec Robert Keohane. Ces deux auteurs ont aussi développé la notion d’interdépendance complexe.
Trois points importants caractérisent l'interdépendance complexe :
- L'usage de nombreux canaux d'action entre sociétés dans les échanges transnationaux et trans-gouvernementaux ;
- L'absence de hiérarchie claire dans le traitement des affaires internationales ;
- Un déclin de l'usage de la force et du pouvoir coercitif dans les relations internationales.

#### Réalisme
Le réalisme se caractérise par le pessimisme anthropologique, le conservatisme, le rejet de l'idée de progrès et de l'utopie, par opposition aux idéologies socialistes ou libérales,. Pour les réalistes le système international est anomique. Comme l'écrit Hans Morgenthau, « Dans la sphère internationale, aucun souverain n'existe ». Les réalistes considèrent les relations internationales comme la lutte entre les États pour la survie et l'affirmation de leur pouvoir sur la scène internationale. Pour cela, ils mobilisent alternativement le soldat et le diplomate. En général les auteurs réalistes se posent quatre questions centrales :
- « Quelles sont les principales sources de stabilité ou d’instabilité du système international ? »
- « Où en est actuellement la balance des pouvoirs ? »
- « Comment les grands pouvoirs devraient se comporter les uns envers les autres ainsi qu’avec les États plus faibles ? »
- « Quelles sont les sources et les dynamiques de changement de la balance des pouvoirs actuelle ? »

On distingue en général le réalisme du néoréalisme. Bien que les deux termes soient parfois interchangeables, des différences essentielles les séparent. La plus importante tient au fait que la théorie réaliste met au centre de tout la nature humaine et la volonté de domination qui lui serait associée alors que le néoréalisme, à la suite de Kenneth Waltz, ne réfère pas à une nature humaine mais place au centre de son analyse les pressions exercées par l'état d'anomie.
Principaux auteurs : Raymond Aron, Edward Hallett Carr, Robert Gilpin, Samuel Huntington, George Kennan, Stephen Krasner, Hans Morgenthau, Kenneth Waltz, John Mearsheimer

#### École anglaise
L’école anglaise prend ses sources au tout début du XIXe siècle avec des auteurs comme Graham Wallas, Alfred Zimmern. Son approche n’est pas positiviste mais plutôt rationnelle et normative. Elle analyse les relations internationales sous l’angle de la Grande société ou d’une société internationale. Sur bien des points, il s’agit d’une variante idéaliste de l’école libérale qui à la différence des réalistes ne se focalise pas exclusivement sur les relations interétatiques. Deux grandes variantes sont perceptibles :
- Un courant solidariste prééminent qui met l’accent sur le droit international et sur la sécurité collective ;
- Un courant particulariste qui met davantage l’accent sur la coopération interétatique.

Principaux auteurs : Hedley Bull, Barry Buzan, Thimothy Dunne, Martin Wight.

#### Constructivisme
Pour les constructivistes, la connaissance n’est pas le résultat d’un processus passif et objectif mais est inséparable d’un ensemble de mots de langages d’idée qui à la fois a conditionné et est conditionné par elle. Dans ces conditions les constructivistes vont s’interroger sur les interactions entre acteurs de la politique mondiale en étudiant l’influence des systèmes de normes internationales.
Principaux auteurs : Friedrich Kratocwil, Nicholas Onuf, Christian Reus-Smit, John Gerard Ruggie, Alexander Wendt.

#### Théorie critique
L’école critique se focalise sur l’étude des inégalités du système international et intègrent dans le champ des relations internationales des facteurs tels que les classes sociales. Ils interrogent par ailleurs la notion d’État. Principaux auteurs : Robert Cox, André Gunder Frank, Stephen Gill, Antonio Gramsci, Jurgen Habermas, Andrew Linklater.

#### Théories marxiste
L'école de pensée politique du marxisme a permis l'éclosion d'un grand nombre de théories des relations internationales. Toutes basées sur l'idée de guerre des classes, elles identifient des inégalités dans les termes de l'échange et appellent à une mobilisation prolétarienne internationale. Ses principaux auteurs sont Karl Marx, Vladimir Ilitch Lénine et Immanuel Wallerstein.

#### Autres
Il existe cependant d'autres théories :
- Idéalisme
- Institutionnalisme néolibéral
- Théorie de la dépendance
- Théorie du système-monde
- Néomarxisme/ Théorie néogramscienne
- Fonctionnalisme
- Néofonctionnalisme
- Féminisme
- Intergouvernementalisme libéral, représenté par Andrew Moravcsik la géopolitique et polomologie des relations internationales représenté par Constantin munyenga Emmanuel kanyinda

### Divers sous-champs
Le champ des relations internationales se divise en cinq sous-champs :
- Théorie des relations internationales. Ce champ étudie les différents courants théoriques qui façonnent le domaine des relations internationales et leurs implications théoriques, leurs postulats de base, leurs remises en cause par les événements leur donnant tort ou raison et, par le fait même, leur pertinence. Le réalisme, le libéralisme en sont les plus populaires, avec le marxisme et le constructivisme.
- Organisations internationales. Ce champ a pour objet d'étude central, comme son nom l'indique, les organisations internationales, c'est-à-dire les différentes institutions au sein desquelles les États et autres acteurs de la scène mondiale exercent leur leadership. L'ONU est la plus célèbre des organisations internationales, mais il y a également une multitude d'organisations à caractère économique et financier : l'Organisation mondiale du commerce (OMC), le Fonds monétaire international (FMI), la Banque mondiale (BM), pour ne nommer que celles-là[15].
- Relations transnationales. Les relations transnationales signifient l'ensemble des relations qui se tissent entre les acteurs de la scène internationale et qui échappent au contrôle des États. Le terme transnational signifie que ces relations transcendent les États et ne sont pas soumises à son influence. Le mouvement écologiste, sous la houlette de Greenpeace, par exemple, constitue un exemple de relations transnationales. Les mouvements altermondialistes en font également partie : ils s'organisent spontanément par des acteurs autres que les États nationaux et ont pour prétention de s'affranchir de ces derniers pour interpeller la société civile mondiale.
- Analyse de politiques étrangères. C'est l'analyse des discours tenus par les chefs d'État et des actions commises par ceux-ci dans la définition de leurs intérêts géopolitiques et géostratégiques[16]. L'analyse de politique étrangères cible donc l'ensemble des actions de politique étrangère effectuées par les États, qu'il s'agisse de doctrines adoptées ou de courants théoriques et de leurs implications concrètes dans les actions étatiques.
- Études de sécurité. Champ plutôt large, il se divise lui-même en trois sous-catégories : la polémologie, les études stratégiques et l'irénologie. La polémologie est l'étude des guerres et des conflits. La question centrale est la recherche des causes des guerres. Les études stratégiques concernent l'aspect technique et matériel des guerres : les stratégies employées, le potentiel militaire, l'organisation des forces disponibles et leur coordination. L'irénologie, quant à elle, est la science de la paix. Elle pose comme questions centrales : « comment régler les conflits ? Comment consolider la paix ? Comment intervenir efficacement de manière préventive ? Comment assurer un maintien de la paix efficace ? ».

### Outils
- La diplomatie c'est-à-dire la pratique de la négociation et des échanges entre représentants des États. Les sanctions, le recours à la force et les négociations économiques internationales notamment au niveau du commerce mondial, bien que n'étant pas typiquement considérés comme de la diplomatie sont en réalité des outils intéressants dans le cadre de négociations.
- Les sanctions internationales constituent en général le premier recours après l'échec de la voie diplomatique et sont une des façons de donner plus de poids aux traités. Elles peuvent prendre la forme de sanctions diplomatiques ou économiques.
- La guerre, l’usage de la force est souvent vue comme l'ultime recours dans les Relations internationales. Pour Clausewitz, « la guerre est la continuation de la politique par d'autres moyens ». L'étude de la guerre dans le champ des Relations internationales est du ressort de deux disciplines : les études militaires et les études stratégiques.
- La mobilisation de l'opinion internationale peut également être vue comme un instrument des Relations internationales. Cette méthode est surtout utilisée par des ONG. Par exemple quand Amnesty International appelait la prison de Guantánamo un « Goulag »[17].
- La mise en avant des avantages économiques et diplomatiques. Par exemple pour rentrer dans l'Union européenne les pays candidats sont tenus de respecter un certain nombre de critères économiques et légaux qu'ils acceptent s'ils estiment que les avantages l'emportent sur les inconvénients.

## Économie et politique internationale
Pour Stéphane Paquin, le moment fondateur de l’économie politique internationale serait le moment, le 15 août 1971, où Richard Nixon a suspendu le système monétaire mis en place à Bretton Woods. Pour Robert Gilpin, un de ses fondateurs avec Susan Strange elle étudie « l’interaction réciproque et dynamique dans les relations internationales entre l’accumulation de la richesse et la poursuite de la puissance ». En général les spécialistes voient l’économie politique internationale comme une sous-discipline des relations internationales même si Susan Strange, au contraire, considérait les relations internationales comme une sous-discipline de l’Économie politique internationale. Actuellement, il est possible de distinguer quatre grandes écoles, dont les trois premières, la réaliste, la libérale et la marxiste sont qualifiées de « classiques ».

### Courant réaliste
Le courant réaliste est aussi nommé : mercantiliste ou nationaliste. Ce courant est très proche du courant réaliste classique en relations internationales mais y inclut une perspective économique. Pour les auteurs de ce courant, l’État sur le plan économique cherche d’abord à renforcer sa puissance par rapport à ses concurrents. Pour eux, même si tous les participants sont gagnants dans l’échange international, un pays peut le refuser s’il estime qu’il sera moins favorisé qu’un de ses concurrents. En effet en acceptant sa place relative va diminuer. En général, les membres du courant réaliste sont très sceptiques quant à la mondialisation et n’ont qu’une estime relative envers les institutions internationales.
Grands auteurs : Stephen Krasner, Alexander Hamilton, Friedrich List, Robert Gilpin.

### Courant libéral
C’est aux États-Unis le courant le plus important. En 2005, 69 % des spécialistes américains de la spécialité se déclaraient de ce courant et 77 % étaient favorables au libre-échange. Pour eux, à la suite de John Locke et en opposition avec Thomas Hobbes qui inspire les réalistes, l’absence de gouvernement n’implique pas l’état de guerre. Par ailleurs, à la suite de Grotius, ils estiment que les relations internationales doivent être régies par des règles de droit. Au vingtième siècle, les idées de Woodrow Wilson, l’homme des quatorze points et de la Société des Nations, ont joué un rôle déterminant sur le libéralisme en relation internationale. Les libéraux sont pluralistes et pour eux les relations internationales ne dépendent pas seulement des États. En effet, il faut aussi compter avec les multinationales, les ONG, les Institutions internationales et l’opinion publique internationale. Pour les libéraux un monde plus interdépendant conduit à la formation d'une société internationale et est porteur de paix, de justice et de prospérité. En effet, les libéraux voient la coopération par les échanges comme un jeu à somme positive. Les principaux auteurs incluent Adam Smith, Emmanuel Kant, David Ricardo, Woodrow Wilson et John Maynard Keynes.

### Courant marxiste
Le courant marxiste s’intéresse plus à l’étude des relations économiques Nord-Sud qu’aux relations entre les grandes puissances. Par ailleurs, il attribue aux rapports de classes sociales une place importante puisque ce sont eux qui, selon les représentants de ce courant, déterminent les actions des États. Actuellement, deux grands courants prédominent : la théorie de la dépendance axée sur les rapports Nord-Sud, et l’approche système-monde qu’Immanuel Wallerstein a développé à partir des travaux de Fernand Braudel. L’idée générale est ici que le centre « exploite » plus ou moins la périphérie. Les principaux auteurs incluent Robert Cox, Immanuel Wallerstein et Karl Marx.

### Nouvelle économie politique internationale
La Nouvelle économie politique internationale (NPEI) est née en réaction avec ce qu’elle appelle l’école orthodoxe en relation internationale constituée, selon elle, de l’école néoréaliste en relation internationale et de l’école néo-libérale institutionnelle, certains parlent de « synthèse néo-néo ». Alors que ces deux écoles ont en commun une approche basée sur une analyse empiriste tournée vers l'action et l'expertise utilisable par les décideurs, l’école de la nouvelle économie politique internationale, se veut hétérodoxe et plus réflexive. Elle a été également créée parce que ses fondateurs estimaient que la mondialisation rendait « nécessaire de revoir les façons de faire » et appelait « à la construction de nouvelles approches afin de rendre lisible le monde ». Toutefois, il convient de noter que tant ce qu'ils appellent l'école orthodoxe que le courant hétérodoxe qu'ils incarnent sont relativement hétérogène. Les principaux auteurs incluent Susan Strange et Robert Cox.

#### École orthodoxe vue par la NPEI
L'école orthodoxe domine largement aux États-Unis. En 2005 les cinq premiers spécialistes des relations internationales les plus importants selon un sondage faits auprès des professeurs américains en la matière : Robert Keohane, Kenneth Waltz, Alexander Wendt, Samuel Huntington et John Mearsheimer appartenaient à ce courant.
Les grands points communs aux orthodoxes sont :
- une volonté de créer des théories de l’économie politique internationale calquées sur celles des sciences dures et notamment de l’économie orthodoxe. Cette recherche découlant, selon eux, d’un penchant de l’orthodoxie vers le rationalisme et le positivisme[29] ;
- une volonté de développer des problem–solving, c’est-à-dire à résoudre les problèmes qui se posent et une acceptation du monde tel qu’il est[30] ;
- importance accordée aux États[31].

Le principal point de divergence entre orthodoxes tient au fait que, alors que les néo-réalistes comme Stephen Krasner ou Robert Gilpin ne crient guère à la mondialisation et s'en méfient, les néo-libéraux institutionnalistes comme Robert Keohane et Joseph Nye y sont favorables.

#### NPEI en elle-même: l’EPI hétérodoxe
La nouvelle économie politique internationale ne croit pas à la possibilité d’établir une théorie de l’économie politique, et ne pense pas que l’État soit l’acteur dominant. Par ailleurs ses membres adoptent une approche très fortement multidisciplinaire et s’intéressent en sus de la science politique et de l’économie, à la sociologie, à l’anthropologie, au droit, à la démographie et à l’histoire. Plusieurs points sont au centre de leur recherche :
- la finance mondiale
- les changements technologiques
- l’internationalisation des firmes
- l’émergence d’une diplomatie économique
- l'intensification des communications internationales et des flux migratoires
- les changements de la géographie globale (changement de frontières, émergences de grandes villes, etc.).

Deux grands auteurs ont marqué la Nouvelle économie internationale : Susan Strange qui a adopté une approche réaliste non centrée comme l’école réaliste orthodoxe sur les États mais sur l’ensemble des acteurs et Robert Cox qui lui a opté pour une approche néogramscienne. Celle-ci s’intéresse à la classe dominante et à la façon dont elle acquiert un pouvoir hégémonique.

### PIB et relations internationales
Le Produit intérieur brut (PIB) est l’indicateur économique le plus connu et le plus utilisé. Il est aussi devenu un indicateur essentiel pour l’analyse des relations internationales, notamment pour classer les États dans leur obsession de l’objectif de croissance et de développement économiques. Pourtant, si l’agrégat économique lui-même ne manque pas de simplifications conceptuelles de plus en plus difficiles à accepter, l’usage que l’on en fait dans les relations internationales est dangereux.

## La recherche
En 2021, une analyse basée sur 24 894 articles publiés par 20 revues de premier plan sur le développement de 1990 à 2019 a montré que, durant ces 30 ans, la recherche sur les thèmes de l'économie des pays en développement est restée en très grande partie conduite par des chercheurs dont les laboratoires ou universités sont basés dans les pays du Nord. En effet, seuls 16 % de ces articles ont été écrits par des chercheurs basés dans le sud du monde, et seuls 11 % étaient le produit de collaborations entre chercheurs des deux hémisphères. La sous-représentation de chercheurs locaux pourrait être une source de biais.
Selon Lebel et al. (2021), la métrique de l'évaluation des travaux de recherche devrait mieux en tenir compte, car dans de nombreux domaines, la qualité du travail du chercheur dépend de celle des données qu'il récolte, qui doivent parfois être très localisées et peuvent être complexes (ex. : facteurs micro climatiques, biodiversité, effets socioculturels, religieux et politiques. Il est parfois crucial que de telles données soit collectées, conservées, analysées et publiées par des chercheurs locaux ou avec eux. Dans certains cas, il est crucial que le travail soit effectué par eux, en raison de leur maitrise des langues locales, d'une meilleure compréhension des coutumes et des cultures locales, ou parce qu'ils seront respectés et dignes de confiance pour leurs interlocuteurs des communautés locales. Ils peuvent alors mieux collecter et analyser les connaissances traditionnelles ; parfois, les résultats de la recherche appliquée seront aussi plus applicables dans la vraie vie des populations.
Selon Amano et Sutherland (2013), rééquilibrer la recherche est aussi fondamental pour les méta-recherches et les méta-analyses faites ensuite, loin des zones concernées.
En 2021, le CRDI ou IDRC (pour Canada’s International Development Research Centre) à Ottawa teste un nouvel outil dit Research Quality Plus (RQ+) qui intègre dans l'évaluation scientifique d'un travail de recherche, la pertinence et la légitimité via une évaluation du rôle des parties prenantes et des utilisateurs de l'amont à l'aval de l'étude.

#### Ouvrages
- (fr) Jean-Baptiste Duroselle et André Kaspi, Histoire des relations internationales

t. 1 De 1919 à 1945, coll. Classic, 12e éd., Armand Colin, Paris, 2001  (ISBN 2-247-03822-0)
t. 2 De 1945 à nos jours, coll. Classic, 14e éd., Armand Colin, Paris, 2004  (ISBN 2-247-05533-8)
- Dario Battistella, Théorie des relations internationales, Paris: Les presses de science po, 2006, 588 p.
- Jean-Marie Moeglin et Stéphane Péquignot, Diplomatie et « relations internationales » au Moyen Age (IXe – XVe siècle), PUF, 2017
- Pierre Buhler, La puissance au XXIe siècle ; les nouvelles définitions du monde, Chap. II, CNRS Éditions, Paris, 2011
- Norman Angell The Great Illusion 1909
- (en) Guy Ankerl, Global communication without universal civilization, Vol.1: Coexisting contemporary civilizations : Arabo-Muslim, Bharati, Chinese, and Western, Genève, INU Press, 2000 (1re éd. 2000), 501 p. (ISBN 978-2-88155-004-1 et 2-88155-004-5, lire en ligne)
- Giovanni Arcudi La sécurité entre permanence et changement, Relations internationales, n° 125, pp. 97-109. https://doi.org/10.3917/ri.125.0097
- Graham T. Allison, L'Essence de la décision. Expliquer la crise des missiles de Cuba, 1e éd. 1971, Little Brown.  (ISBN 0-673-39412-3), 2e ed. revue avec Zelikow, Phillip, 1999, Longman.  (ISBN 0-321-01349-2).* Raymond Aron Paix et guerre entre les nations
- Frank Attar Dictionnaire des relations internationales de 1945 à nos jours.
- Hedley Bull Anarchical Society
- Barry Buzan (en) Regions and Powers 2003
- E. H. Carr Twenty Years Crisis
- Rubén Herrero de Castro et Robert Jervis La Realidad Inventada
- Robert Cooper The Post-Modern State
- Daniel Deudney (en) Bounding Power: The Republican Security Theory from the Polis to the Global Village
- Hugo Grotius, Sur les lois de la guerre et de la paix
- Thomas Hobbes Léviathan
- Robert Jackson The Global Covenant 2002
- Mary Kaldor New Wars
- Emmanuel Kant Vers la paix perpétuelle
- Robert Keohane After Hegemony
- Dimitri Kitsikis, Propagande et pressions en politique internationale, Paris, Presses universitaires de France, 1963, 537 p.
- Hans Köchler (en), Aussenpolitik und Demokratie (de), 1986 (Foreign Policy and Democracy)
- Hans Köchler, Democracy and the International Rule of Law. Vienne/New York: Springer, 1995
- Andrew Linklater Men and citizens in the theory of international relations
- Nicolas Machiavel, Le Prince
- Donald Markwell, John Maynard Keynes and International Relations: Economic Paths to War and Peace, 2006
- Donald Markwell, Keynes and International Economic and Political Relations, Trinity Paper 33, Trinity College, université de Melbourne, 2009
- Joseph Nye Soft Power: The Means to Success in World Politics, PublicAffairs Ltd 2004
- Paul Raskin (en) The Great Transition Today: A Report from the Future
- Jean-Jacques Rousseau, Du contrat social Google Print
- Thucydide, Histoire de la guerre du Péloponnèse
- Francisco de Vitoria De jure belli Hispanorum in barbaros
- Kenneth Waltz Man, the State, and War
- Kenneth Waltz Theory of International Politics 1979
- Alexander Wendt Social Theory of International Politics 1999
- (en) Beate Jahn, 2006, Classical Theory in international Relations, Cambridge Studies in International Relations.
- (fr) Alex Macleod et Dan O'Meara, 2007,Théorie des relations internationales : contestations et résistances, éditions Athéna.
- Jean-François Guilhaudis, Relations internationales contemporaines, Paris, LexisNexis, 2010, 874 p.
- (en) Martin Griffiths, Steven C. Roach et M. Scott Solomon, Fifty Key Thinkers in International Relations, Routledge, 2009
- Stéphane Paquin, La Nouvelle Économie politique internationale, Armand Colin, coll. « Cursus », 2008, 288 p. (ISBN 2200351461)
- Gérard Kébadjian, Les Théories de l'économie politique internationale, Seuil, coll. « Points », 1999
- (en) Lucian M.Ashworth, Creating International Studies, Ashgate, 1999

#### Revues
- (en) International Organisation
- (en) International Studies Quaterly
- (en) World Politics
- (en) Review of International Political Economy (d'inspiration plutôt NPEI)
- (en) New Political Economy
- (fr) Relations internationales
- (fr) Alternatives internationales
- (fr) Questions internationales
- (fr) Paix et sécurité internationales